# Jeziora Chadwick

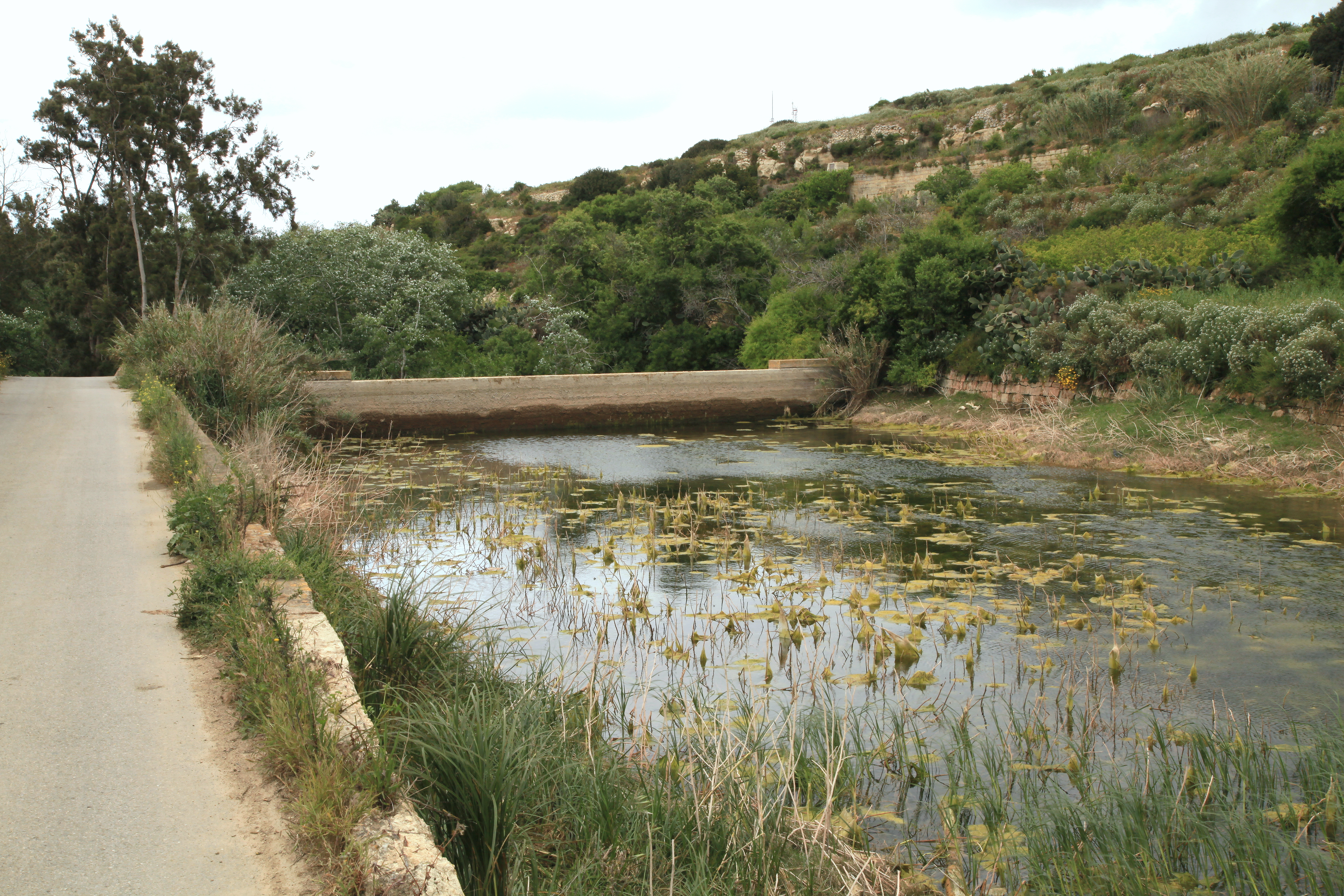
Jeden ze zbiorników w Rabacie, otoczony przez pola uprawne.

Jeziora Chadwick (ang. Chadwick Lakes) są to zbiorniki wodne, znajdujące się na wyspie Malta. Rozciągają się od Wied il-Qliegħa w granicach Mtarfy i Rabatu, aż po Wied il-Għasel na peryferiach Mosty. Kompleks składa się z systemu dobrze zaplanowanych małych zalewów, powstałych przez zbudowanie jazów, uchodzącego przez Speranza Valley, następnie Salina Bay, do morza.

## Historia
Jeziora powstały przez zbudowanie pod koniec XIX wieku przez sir Osberta Chadwicka, brytyjskiego inżyniera, szeregu jazów. System ten zapewnia rolnikom wodę do nawadniania ich ziemi. Wied il-Qliegħa jest pełna tylko w miesiącach zimowych i wiosennych, podczas pory deszczowej, i pod warunkiem silnych opadów deszczu. W tym okresie jeziora są obfite w życie. Różnorodność biologiczna obejmuje kilka rodzimych gatunków roślin, owadów i żab.
Chadwick Lakes to jedyny strumień słodkiej wody na Malcie, na tyle duży, że można go nazwać rzeczką, zapewniający ludziom spokojne miejsce do korzystania z przyjemności życia.
W lutym 2009 roku Matthew Psaila, 19-letni strzelec, utonął w Wied il-Qliegħa podczas ćwiczeń wojskowych.